# Diastylis denticulata
Diastylis denticulata is een zeekommasoort uit de familie van de Diastylidae. De wetenschappelijke naam van de soort is voor het eerst geldig gepubliceerd in 1956 door Jones.